# Alfonso I di Braganza
Alfonso I di Braganza o Alfonso d'Aviz, Alfonso anche in spagnolo e in asturiano, Afonso in portoghese e in galiziano, Alfons in catalano, Alifonso in aragonese e Alfontso in basco, Adefonsus o Alfonsus in latino (Estremoz, 10 agosto 1377 – Chaves, 15 dicembre 1461) fu conte di Barcelos, dal 1401, conte di Ourém, dal 1422, poi, dal 1442, primo Duca di Braganza e infine luogotenente del regno del Portogallo dal 1458 al 1461.

## Origine
Era il figlio illegittimo primogenito del re del Portogallo e dell'Algarve Giovanni I il Buono o d'Aviz e della sua amante, Inês Pires, figlia di Pero Esteves, un calzolaio ebreo di origine castigliana, e Maria Anes.

## Biografia
Nel 1385 suo padre fu eletto re del Portogallo dalle cortes portoghesi riunite a Coimbra.
L'11 febbraio del 1387, a Porto, suo padre Giovanni I sposò Filippa di Lancaster, ma tenne sempre in considerazione i figli illegittimi, tanto che, il 31 ottobre del 1391, Alfonso fu creato Conte di Neiva.
Il 20 ottobre 1401 Alfonso fu legittimato da suo padre.
L'8 novembre del 1401, a Leiria, sposò la contessa di Barcelos e di Arraiolos Beatrice Pereira de Alvim (1380 - 1412), unica figlia ed erede del conestabile del Portogallo Nuno Álvares Pereira, figlio di Álvaro Gonçalves Pereira e di Iria Gonçalves do Carvalhal (entrambi discendenti da nobili famiglie portoghesi), e di Leonora de Alvim, nobile originaria del nord del Portogallo. Beatrice era l'erede della più ricca casata portoghese. A seguito del matrimonio Alfonso divenne, per il diritto del coniuge, l'ottavo conte di Barcelos.
Il giorno stesso del suo matrimonio, Alfonso venne creato Conte di Faria (una freguesia di Barcelos) e Penafiel.
Nel 1415, mentre suo padre Giovanni I e i fratellastri Edoardo, Pietro ed Enrico erano in Nordafrica alla conquista di Ceuta, Alfonso fu incaricato del governo delle province di Estremadura (gli attuali distretti di Aveiro, Coimbra, Leiria, Lisbona, Santarém e Setúbal) e di Entre Duero y Miño (gli attuali distretti di Viana do Castelo, Braga e Porto) e gli fu conferito il grado di capitano della guardia reale.
Al ritorno dalla vittoriosa spedizione di Ceuta, il padre gli concesse ulteriori onori.
A Sintra, il 23 luglio 1420, Alfonso sposò in seconde nozze Constanza di Noreña (? - 1480), detta la piadosa, figlia del Conte di Gijón e Noreña, Alfonso Enriquez (figlio naturale del re di Castiglia e León Enrico II) e di Isabella del Portogallo (1364-1395), figlia naturale del re del Portogallo, Ferdinando.
Alfonso, nel 1422, fu nominato Conte di Ourém e Arraiolos.
Nel 1431 il suocero, Nuno Álvares Pereira, morì lasciando tutti i titoli e i domini ai nipoti (la figlia era già morta) e di conseguenza Alfonso divenne l'uomo economicamente più influente del regno.
Nel 1433 il padre morì e, sul trono del Portogallo, salì il fratellastro Edoardo, con cui mantenne un ottimo rapporto, ma nel 1437 non riuscì a convincerlo a desistere dall'intraprendere la conquista di Tangeri, fortemente voluta dai fratellastri Enrico e Ferdinando, detto Fernando il Santo, che si concluse in un disastro.
Dopo la morte per peste di Edoardo (1438), durante la reggenza della regina madre Eleonora per il figlio minorenne Alfonso V detto l'Africano, Alfonso di Braganza si schierò apertamente con Eleonora, che veniva contestata, in quanto straniera, sia dalla nobiltà che dalla borghesia cittadina, mentre il fratellastro Pietro, duca di Coimbra, veniva proposto come reggente.
Dopo che le cortes, nel dicembre del 1439, si pronunciarono a favore di Pietro, che dall'inizio del 1440 esercitò la reggenza, i rapporti tra Alfonso e Pietro non furono molto buoni, arrivando quasi a uno scontro armato a Mesão Frio sulle sponde del Duero.
I rapporti con il re Alfonso V invece rimasero ottimi, tanto che Alfonso di Braganza era ritenuto lo zio favorito del re.
Nel corso del 1442 il reggente Pietro cercò una riconciliazione con il fratellastro Alfonso, nominandolo, il 30 dicembre dello stesso anno, primo duca di Braganza (confermandolo così il nobile più ricco e potente del regno). Era il terzo duca creato in Portogallo dopo i fratellastri Pietro, primo duca di Coimbra, ed Enrico, primo duca di Viseu.
Nel 1445, quando il rapporto tra Pietro e Alfonso di Braganza sembrava essersi normalizzato, il matrimonio tra il re Alfonso V e Isabella di Coimbra, la figlia di Pietro, offese enormemente Alfonso di Braganza, che riteneva che il re doveva sposare una delle sue nipoti; pertanto i rapporti tra Pietro, il reggente, e Alfonso di Braganza, lo zio più ascoltato da Alfonso V, si guastarono in modo definitivo.
Alfonso V, che aveva raggiunto la maggior età nel 1446, dal 9 giugno del 1448 cominciò a governare direttamente senza più bisogno della reggenza dello zio Pietro, anzi sotto l'influenza di Alfonso I di Braganza, che gli suggerì di annullare tutti i provvedimenti presi da Pietro durante la reggenza. Cosa che Alfonso V fece il 15 settembre creando malumore in Pietro.
Alfonso di Braganza, ora principale consigliere del re, cominciò a mettere in giro la voce che Pietro, non condividendo le posizioni del re, fosse un ribelle; nel 1449 lo fece dichiarare apertamente un ribelle, facendo precipitare gli eventi e portando ad una rottura che sfociò in una guerra aperta. Questo conflitto, nel quale Pietro era alleato del proprio figlio, Pietro di Coimbra, nuovo conestabile del Portogallo, contro Alfonso di Braganza ed il re Alfonso V, si concluse con la battaglia di Alfarrobeira, nelle vicinanze di Vila Franca de Xira, dove il duca di Coimbra perse la vita ed il figlio, il conestabile del Portogallo, dovette lasciare il paese e andare in esilio in Castiglia (riuscì ad entrare in possesso dei titoli e dei feudi del padre solo dopo il 1454, anno in cui si riappacificò con il re Alfonso V).
Vi è ancor oggi incertezza sul fatto che Pietro sia morto durante il combattimento o sia stato assassinato da uno dei suoi stessi uomini.
Alfonso, dopo la sconfitta di Pietro, ricevette dal re altri riconoscimenti e, nel 1450, divenne signore di Guimarães e Vila Viçosa. Il suo potere aumentò ulteriormente e quando il re Alfonso V, nel 1458, partì per l'Africa, il duca di Braganza ricevette la luogotenenza del regno per tutto il periodo di assenza del re.
Alfonso, primo duca di Braganza, morì, nel 1461, a Chaves, nel Distretto di Vila Real, e a Chaves fu tumulato.
Ad Alfonso successe il figlio secondogenito Fernando.

## Discendenza
Alfonso dalla prima moglie, Beatrice Pereira de Alvim, ebbe tre figli:
- Alfonso (1402 - 1460), conte de Ourém e marchese di Valença;
- Fernando (1403 - 1478), che diventò secondo duca di Bragança
- Isabella (circa 1405 - 1465), che sposò lo zio Giovanni, conte di Aveiro e futuro conestabile del Portogallo

Dalla seconda moglie, Constanza de Noronha, Alfonso non ebbe figli.

## Ascendenza
|                           |               |                       | Genitori               |  |  | Nonni |  |  | Bisnonni                  |  |  | Trisnonni              |  |
|                           |               |                       |                        |  |  |       |  |  | Alfonso IV del Portogallo |  |  | Dionigi del Portogallo |  |
|                           |               |                       |                        |  |  |       |  |  | Alfonso IV del Portogallo |  |  | Dionigi del Portogallo |  |
|                           |               | Isabella d'Aragona    |                        |  |  |       |  |  | Alfonso IV del Portogallo |  |  |                        |  |
| Pietro I del Portogallo   |               |                       |                        |  |  |       |  |  | Alfonso IV del Portogallo |  |  |                        |  |
|                           |               | Beatrice di Castiglia | Sancho IV di Castiglia |  |  |       |  |  |                           |  |  |                        |  |
|                           |               | Beatrice di Castiglia | Sancho IV di Castiglia |  |  |       |  |  |                           |  |  |                        |  |
|                           |               | Beatrice di Castiglia | Maria di Molina        |  |  |       |  |  |                           |  |  |                        |  |
| Giovanni I del Portogallo |               | Beatrice di Castiglia |                        |  |  |       |  |  |                           |  |  |                        |  |
|                           |               | Lourenço Martins      | …                      |  |  |       |  |  |                           |  |  |                        |  |
|                           |               | Lourenço Martins      | …                      |  |  |       |  |  |                           |  |  |                        |  |
|                           |               | Lourenço Martins      | …                      |  |  |       |  |  |                           |  |  |                        |  |
| Teresa Lourenço           |               | Lourenço Martins      |                        |  |  |       |  |  |                           |  |  |                        |  |
|                           |               | Sancha Martins        | …                      |  |  |       |  |  |                           |  |  |                        |  |
|                           |               | Sancha Martins        | …                      |  |  |       |  |  |                           |  |  |                        |  |
|                           |               | Sancha Martins        | …                      |  |  |       |  |  |                           |  |  |                        |  |
| Alfonso I di Braganza     |               | Sancha Martins        |                        |  |  |       |  |  |                           |  |  |                        |  |
|                           | Estevão Peres | …                     |                        |  |  |       |  |  |                           |  |  |                        |  |
|                           | Estevão Peres | …                     |                        |  |  |       |  |  |                           |  |  |                        |  |
|                           | Estevão Peres | …                     |                        |  |  |       |  |  |                           |  |  |                        |  |
| Pero Esteves              | Estevão Peres |                       |                        |  |  |       |  |  |                           |  |  |                        |  |
|                           |               | Leonor Anes           | …                      |  |  |       |  |  |                           |  |  |                        |  |
|                           |               | Leonor Anes           | …                      |  |  |       |  |  |                           |  |  |                        |  |
|                           |               | Leonor Anes           | …                      |  |  |       |  |  |                           |  |  |                        |  |
| Inês Pires                |               | Leonor Anes           |                        |  |  |       |  |  |                           |  |  |                        |  |
|                           |               | Joane Anes Marceiro   | …                      |  |  |       |  |  |                           |  |  |                        |  |
|                           |               | Joane Anes Marceiro   | …                      |  |  |       |  |  |                           |  |  |                        |  |
|                           |               | Joane Anes Marceiro   | …                      |  |  |       |  |  |                           |  |  |                        |  |
| Maria Anes                |               | Joane Anes Marceiro   |                        |  |  |       |  |  |                           |  |  |                        |  |
|                           |               | Constança Garcês      | …                      |  |  |       |  |  |                           |  |  |                        |  |
|                           |               | Constança Garcês      | …                      |  |  |       |  |  |                           |  |  |                        |  |
|                           |               | Constança Garcês      | …                      |  |  |       |  |  |                           |  |  |                        |  |
|                           |               | Constança Garcês      |                        |  |  |       |  |  |                           |  |  |                        |  |